# Josh Greenbaum
Pour les articles homonymes, voir Greenbaum.
Josh Greenbaum, né à Saratoga Springs (États-Unis), est un réalisateur, scénariste et producteur américain.
Il remporte un MTV Movie Award, un CINE Golden Eagle et un Emmy Award,,.
Il réalise le long métrage documentaire The Short Game, lauréat du SXSW Audience Award, acquis par Netflix pour lancer sa division films Originals. Il réalise également Becoming Bond, un documentaire sur George Lazenby, qui remporte le prix du public de SXSW dans la catégorie Visions, ainsi que Too Funny to Fail, acclamé par la critique, un documentaire sur The Dana Carvey Show,. Il est également le créateur, réalisateur et producteur exécutif de Behind the Mask (en), qui vaut à la plateforme en ligne Hulu sa toute première nomination aux Emmy. Il a fait ses débuts dans un long métrage narratif avec Barb and Star Go to Vista Del Mar.

## Biographie
Greenbaum naît à Saratoga Springs, dans l'État de New York. Il est diplômé de l'université Cornell et de l'université d'Oxford, obtenant une maîtrise en cinéma de la School of Cinematic Arts de l'Université de Californie du Sud.
Il remporte le MTV Movie Award 2007 du meilleur cinéaste mtvU sur le campus ainsi que le Coca-Cola Refreshing Filmmaker's Award à l'USC,.
En 2011, pour le site internet de vidéos comiques Funny or Die, Josh Greenbaum réalise et co-écrit Clinton Foundation: Celebrity Division, une courte parodie mettant en vedette Bill Clinton, Matt Damon, Kevin Spacey, Sean Penn, Ben Stiller, Jack Black, Ted Danson, Mary Steenburgen et Kristen Wiig, tourné pour la Fondation Clinton. Il est créé lors de la soirée "Decade of Difference" de Bill Clinton au Hollywood Bowl,.
Josh Greenbaum fait ses débuts dans un long métrage narratif en réalisant Barb and Star Go to Vista Del Mar, sorti en 2021. Le film esr écrit par Kristen Wiig et Annie Mumolo, également mis en vedette  aux côtés de Jamie Dornan, Damon Wayans Jr. et Wendi McLendon-Covey,.
En 2023, il réalise la comédie Backstreet Dogs (Strays).

## Filmographie

### Comme réalisateur

#### Cinéma
- 2007 :  The Beginning and the End  (court métrage)
- 2007 : Border Patrol  (court métrage)
- 2007 :  The Morning Routine  (court métrage)
- 2007 :  Walking for the Stars: The Foley Artistry of Nancy Anne Cianci  (court métrage)
- 2007 :  The Art of Cool  (court métrage)
- 2007 : Sole Mates  (court métrage)
- 2011 :  Clinton Foundation: Celebrity Division  (court métrage)
- 2011 :  Kristen Wiig's Global Warming Solution  (court métrage)
- 2013 :  The Short Game (aussi producteur)
- 2017 :  Daniel Craig and Puppies Present: Your New Aston Martin  (court métrage)
- 2017 : Becoming Bond (en)
- 2017 :  Too Funny to Fail: The Life & Death of The Dana Carvey Show
- 2018 :  Kristen Bell Sings Ultimate Back-to-School Anthem  (court métrage)
- 2021 :  Barb and Star Go to Vista Del Mar
- 2022 :  Behind the Mac: Skywalker Sound  (court métrage)
- 2023 : Backstreet Dogs (Strays)
- 2024 : Will & Harper (en)
- 2024 : Macleod Trail Goes to Jail  (co-réalisateur)

#### Séries télévisées
- 2008 :  Atom TV  (6 épisodes)
- 2010 : Svetlana  (3 épisodes)
- 2013 : The Neighbors   (1 épisode : "Good Debbie Hunting")
- 2013-2015 : Behind the Mask (en)  (20 épisodes)
- 2014-2016 : Max and Shred (créateur et scénariste)
- 2016 :  RIP : Fauchés et sans repos  (2 épisodes)
- 2016-2018 :  New Girl  (5 épisodes : "Helmet", "The Hike", "Rumspringa", "Tuesday Meeting", "The Curse Of The Pirate Bride")
- 2017-2019 :  Bienvenue chez les Huang (4 épisodes : "The Vouch", "Where Have All The Cattleman Gone?", "Legends of the Fortieth")
- 2018-2019 :  Single Parents  (3 épisodes)
- 2019 :  Bless This Mess  (1 épisode)
- 2020 : Secrets de coach (en) (aussi The Playbook (en), 1 épisode titré et sur "Doc Rivers" ; aussi producteur exécutif)
- 2024 :  The Friends for Monsters Vs Aliens  (1 épisode)

## Récompenses et distinctions
Josh Greenbaum a remporté huit prix et est nommé à huit reprises dont :
- Hamptons International Film Festival 2013 : Prix du public du meilleur long métrage documentaire pour The Short Game